# Earias huegeli
Earias huegeli är en fjärilsart som beskrevs av Alois Friedrich Rogenhofer 1870. Earias huegeli ingår i släktet Earias och familjen trågspinnare. Inga underarter finns listade i Catalogue of Life.